# Зачатие святой Анны (линейный корабль)
«Зача́тие свято́й А́нны» — 74-пушечный парусный линейный корабль Российского флота, названный в честь церковного праздника зачатия Богородицы.
Корабль участвовал в войне с Францией 1804—1807 годов и в боях против флотов Англии и Швеции в 1808—1809 годах. «Зачатие святой Анны» был построен по чертежам шведского корабля «Ретвизан» (Rättvisan — правосудие), захваченного эскадрой адмирала В. Я. Чичагова 23 июня 1790 года в ходе Выборгского сражения, однако имел большее число орудий (74 против 62).

## История службы
В 1801, 1802 и 1803 годах в составе эскадр корабль находился в практических плаваниях в Балтийском море, а 30 июня 1801 года на Кронштадтском рейде его посетил император Александр I. В июле—августе 1804 года корабль находился в отдельном плавании в Балтийском море до острова Борнхольм с товарищем морского министра П. В. Чичаговым на борту.
В мае 1805 года «Зачатие святой Анны» в составе эскадры Е. Е. Тета прибыл из Кронштадта в Померанию — эскадра доставила экспедиционный корпус генерала графа П. А. Толстого.
14 июля 1808 года в составе эскадры адмирала П. И. Ханыкова корабль вышел из Кронштадта в крейсерство к полуострову Гангут. 13 августа русские суда встретили шведский флот и направились к Балтийскому порту, куда прибыли на следующий день, готовясь отразить атаку неприятельского англо-шведского флота. Однако, корабли противника, простояв у порта месяц, вернулись на свои базы, а 30 сентября «Зачатие святой Анны» вместе с эскадрой вернулся в Кронштадт, где и был разобран в 1810 году.

## Командиры
- А. В. Моллер (1801—1802)
- Ф. К. Митьков[3] (1803)
- Л. П. Гейден (1804)
- К. А. Обернибесов (1805)
- Ю. Ф. Лисянский (1807)
- В. М. Михайлов (1808)